# Abell 1689

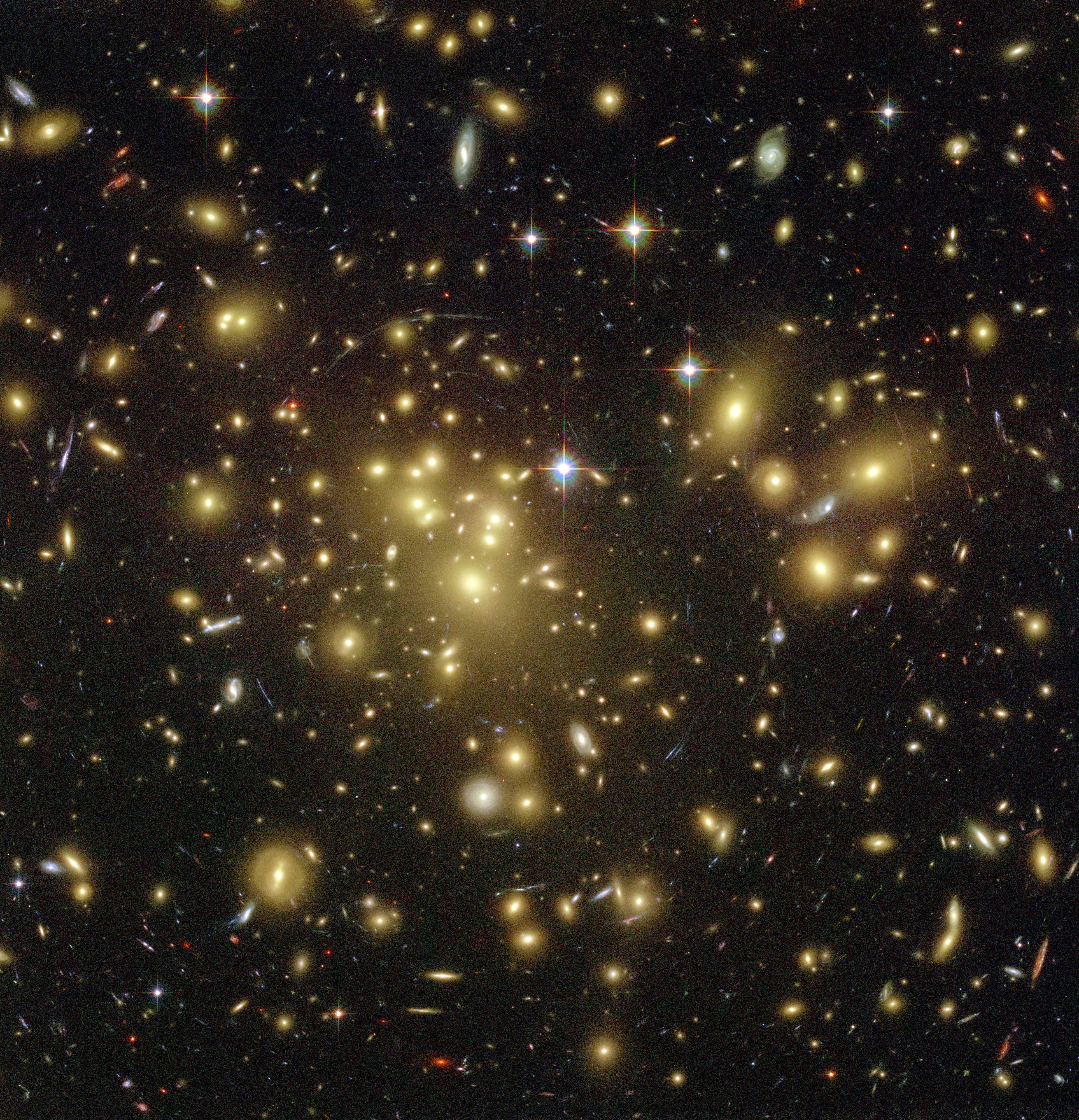
Abell 1689

Abell 1689 ist ein von der Erde 2,2 Milliarden Lichtjahre (670 Mpc) entfernter Galaxienhaufen im Sternbild Jungfrau, der eines der massivsten bekannten Objekte des Universums ist.
Durch Beobachtungen des Zentrums dieses Galaxienhaufens mit dem Weltraumteleskop Hubble haben die Astronomen rund 10.000 Kugelsternhaufen entdeckt. Auf Grundlage dieser Zahl schätzen die Astronomen, dass es in dem Haufen innerhalb eines Bereichs von 2,4 Millionen Lichtjahren mehr als 160.000 Kugelsternhaufen geben sollte. Dies wäre die bislang größte beobachtete Population.
Die Hubble-Beobachtungen zeigen, dass sich die meisten dieser Objekte in der Nähe des Haufenzentrums gebildet haben, also dort, wo sich auch der größte Anteil von Dunkler Materie befinden sollte. Je weiter man sich dann entfernt, desto weniger Kugelsternhaufen können entdeckt werden.
Abell 1689 wird aufgrund seiner großen Gravitationswirkung von Forschern als Gravitationslinse genutzt und ermöglichte so zum Beispiel die Entdeckung von A1689-zD1, einer über 13 Milliarden Jahre alten Galaxie (z ≈ 7,6). Die sichtbare Masse von Abell 1689 macht jedoch offenbar nur ein Prozent der beobachteten Gravitationswirkung aus, wodurch die zurzeit vieldiskutierten Fragen über die dunkle Materie weiteren Stoff erhalten.